# Navarrenx
Navarrenx település Franciaországban, Pyrénées-Atlantiques megyében. Lakosainak száma 1046 fő (2022. január 1.). Navarrenx Castetnau-Camblong, Jasses, Méritein, Ogenne-Camptort, Sus, Susmiou és Vielleségure községekkel határos.

## Népesség
A település népességének változása:
| Lakosok száma | 1053 | 1041 | 1113 | 1051 | 1052 | 1052 | 1053 | 1050 | 1046 |
|               | 2013 | 2015 | 2016 | 2017 | 2018 | 2019 | 2020 | 2021 | 2022 |